# Bioscoop Catharijne
Wolff Catharijne was een bioscoop in het Radboudkwartier van Hoog Catharijne in Utrecht van de Wolff Cinema Groep. De bioscoop is in 1973 gelijk met het winkelcentrum zelf geopend. Het filmtheater is ontworpen door Buro voor Architectuur en Stedenbouw Gerbenzon en de Vos uit Leeuwarden.
De bioscoop werd gevestigd in het Radboudkwartier en werd op 27 september 1973 voor het publiek opengesteld. Om aan te geven dat men met een bijzondere bioscoop te maken zou hebben, verstuurde Bioscooponderneming Wolff Cinema Groep uitnodigingen met daarop een stukje 70 millimeter TODD AO film. Met dit filmsysteem werden grote spektakelfilms als “Ben Hur”, “West Side Story”, “The Great Race”, “The Sound of Music”, etc. op een extra groot scherm met 6 kanalen stereofonisch geluid vertoond.
Drie jaar na de opening van het theater werd Catharijne 2 geopend (met Kerst 1976) en weer een jaar later werden de zalen Catharijne 3 en 4 aan het complex toegevoegd. In de vier zalen bevonden zich anno 2017 in totaal 776 zitplaatsen. Op 16 januari 2017 heeft de bioscoop de deuren gesloten.